# Буда-Понуровская
Буда-Понуровская — опустевшее село в Стародубском муниципальном округе Брянской области.

## География
Находится в южной части Брянской области на расстоянии 21 км на юг от районного центра города Стародуб, на ручье Дулёвке – правом притоке р. Ревны.

## Имя
Топоним восходит к польскому “buda” — завод (в данном случае — поташный завод). Сначала Буда называлась Новой, затем была переименована в Понуровскую Красную, а в итоге — просто в Понуровскую.

## История
Основано было в начале XVIII века стародубском полковником – Михаилом Андреевичем Миклашевским (ок. 1640–19.03.1706 г.) как Новая Буда, позднее оставалось во владении его семьи – роду Миклашевских. В XVIII веке входила во 2-ю полковую сотню Стародубского полка.
Буда Понуровская была основана стародубским полковником Михаилом Андреевичем Миклашевским во второй половине 17 века для производства поташа (сырья, употреблявшегося при варке стекла, мыла, свечей и т.п).
Жители Буды делились на две категории. К первой относились мастера-будники, производившие поташ. Вторую категорию составляли рабочие-будники, занятые на обслуживании промысла – валке леса, заготовке дров, земляных работах и т.д. Всех будников М. Миклашевский использовал как наёмных специалистов.
После гибели Михаила Миклашевского в 1706 году, Буда Понуровская перешла во владение к одному из его сыновей – Андрею Миклашевскому.
В первой трети 18 века, в связи с вырубкой лесов, наносившей урон государству, производство поташа было запрещено, а жители Буды стали заниматься добычей живицы – сосновой смолы, из которой изготавливали скипидар.
В 1741 году, по родственному разделу, Буда перешла к племяннику Андрея Михайловича Миклашевского – Павлу Ивановичу Миклашевскому, а затем, к его вдове Елене Даниловне, урождённой Новицкой. Во время её владения было проведено описание Новгород-Северского наместничества (1779 – 1781), в котором даны интересные сведения о Буде Понуровской:
«Местоположенiе низкое, посреди селенiя течётъ речка Дулiовка, взявшаясь тутъ же съ болотъ, а впадающая въ речку Ревну. Окружаютъ пахотние сеножатние поля съ нередкими лесними заросльми. Въ сей деревни подданническихъ посполитскихъ дворовъ – 59, Въ нихъ хатъ 70, бездворныхъ – 5. Всего обывателей 75. Къ сей деревне лесовъ нетъ, а имеются одни неболшие заросли, угоднiе толко для тепла, строевой лесъ покупаютъ по реке Ипути, въ селе Лопатняхъ въ тамошнихъ обывателей; сеннихъ покосовъ скудно, а пахотныхъ земель посредственно. Сено косятъ на господскихъ сеножатяхъ, по речки Ревне съ половины, хлеба припахиваютъ на земляхъ господскихъ, къ селу Понуровки принадлежащихъ. Упражняются въ хлебопашестве, сеянiи пенки и рукомесле. Хлеба напахиваютъ собственного ради толко препитанiя, пенку отвозят на продажу въ городъ Стародубъ; рукомесло имеютъ бондарскее; лесъ покупая на сiе майстерство въ селе Кулажищахъ, въ селе Курдовичахъ и въ селе Лопатняхъ; посуду делаютъ куфы, барилы и ведра и оную отвозятъ въ городъ Стародубъ на продажу и тутъ приежающимъ сюда расколникамъ на олей продают».
Из описания следует, что к концу 18 века своего леса в Буде уже не было и жителям приходилось заготавливать его в других местах.
Наследники будников продолжали заниматься лесными промыслами, однако со временем всё больше времени приходилось уделять земледельческому труду.
С ликвидацией Стародубского полка в 1781 году и распространением на территории Малороссии крепостного права жители Буды Понуровской окончательно утратили свой особый статус и были внесены в очередную ревизию 1782 года как крепостные крестьяне вдовствующей жены бунчукового товарища Елены Даниловны Миклашевской. При её владении количество будницких хозяйств составляло около 60 дворов.
В 1810 году новым владельцем Буды стал один из сыновей Павла Ивановича Миклашевского – тайный советник и сенатор Михаил Павлович Миклашевский. В Понуровке он организовал суконную фабрику, на которую перевёл несколько семей из Буды Понуровской. После смерти М. П.Миклашевского в 1847 году, деревня перешла к его сыну – гвардии полковнику Иосифу Михайловичу Миклашевскому.
После отмены крепостного права Буда Понуровская вошла в состав Понуровской волости Стародубского уезда.
Жители Буды являлись прихожанами Рождество-Богородичной церкви с. Понуровки.
В 1892 г. в Буде Понуровской была построена школа грамоты.
Буда заселялась не только жителями Понуровки, но и крестьянами из других владений Миклашевских. С начала 18 века до конца 19 века население деревни стабильно возрастало, составив к 1897 году 160 дворов (918 жителей).
В середине XX века работал колхоз «Молния».
До 2020 года входило в состав Понуровского сельского поселения Стародубского района до их упразднения.

## Население
Численность населения: 408 человек (1859 год), 694 (1892). В 1859 году здесь (село Стародубского уезда Черниговской губернии) было учтено 60 дворов, в 1892—151.
На карте 1941 года отмечено как поселение с 203 дворами.
В 2002 году –  52 человека (русские 100 %), 0 в 2010.